# Emilio Artom
Emilio Artom (Torino, 9 novembre 1888 – Torino, 11 dicembre 1952) è stato un matematico italiano.

## Biografia
Nacque da una famiglia ebrea di modeste condizioni economiche, ma ricca di cultura. Inizialmente animato alla ricerca scientifica, a più riprese abbandonò poi quelle che egli chiamava le sue "velleità scientifiche". Subito dopo la laurea in matematica con Corrado Segre a Torino, fu per due anni all'Università di Bologna come assistente di Federigo Enriques, ma rinunciò subito a questo incarico, nel 1911, convinto che, per la poca produzione scientifica, fosse meglio passare all'insegnamento.
Nel 1911 vinse quindi il concorso a cattedra nelle scuole e divenne professore all'Istituto magistrale di Aosta. Nel 1914 si sposò con Amalia Artom (anch'ella una matematica) da cui ebbe due figli: Emanuele Artom, nato nel 1915, storico e partigiano,  morto nel 1944, ed Ennio (1920-1940), morto durante una gita in montagna. 
Nel 1920 passò all'Istituto tecnico di Torino e poi al Liceo scientifico "Galileo Ferraris", sempre di Torino.
Subito dopo la prima guerra mondiale, dopo aver tentato di trasferirsi a Roma per ottemperare meglio all'incarico di segretario dell'Enciclopedia per le Matematiche elementari, a cui comunque contribuì con suoi articoli, riprese alcune sue precedenti pubblicazioni scientifiche grazie alle quali vinse, nel 1930, il premio Mathesis per un lavoro sulle sezioni coniche.
Sembrava finalmente deciso a un impegno più continuo in questa direzione, ma l'impossibilità  di ottenere la libera docenza per motivi politici, non avendo mai voluto iscriversi al Partito Nazionale Fascista, spense definitivamente queste "velleità", orientando quindi i suoi impegni verso studi linguistici.
Invero, le vicende tragiche della propria famiglia e della comunità ebraica italiana dopo le leggi razziali del 1938, gli tolsero la necessaria tranquillità, distogliendolo definitivamente dallo studio della matematica, a cui comunque contribuì validamente con una cinquantina di lavori e numerosi manuali scolastici. 
Morì a Torino nel 1952.